# Eumenogaster nigricauda
Eumenogaster nigricauda är en fjärilsart som beskrevs av Paul Dognin 1911. Eumenogaster nigricauda ingår i släktet Eumenogaster och familjen björnspinnare. Inga underarter finns listade i Catalogue of Life.